# 묘법연화경 권3
묘법연화경 권3(妙法蓮華經 卷三)은 인천광역시 연수구에 있는 불경이다. 2015년 12월 2일 인천광역시의 유형문화재 제71호로 지정되었다.

## 개요
1245년(고려 고종 32년)에 대장도감에서 간행한 재조 본 고려대장경 판본의 전 7권 가운데 권3의 하나로 제5 약초유품(藥草喩品) 제6 수기품(授記品) 제7 화성유품(化城喩品) 등에서 3승의 가르침이 방편에 불과한 것임을 화성(化城)의 비유를 통해서 설명하고 있다. 두루마리 형태로 얇은 닥종이에 인쇄되어 불상의 복장물이었던 것으로 추정되며, 지질과 인쇄물로 보아 조선전기의 간행본으로 보인다.

## 참고 문헌
- 묘법연화경 권3 - 국가유산청 국가유산포털